# Palacio de los Duques de Feria
El palacio de los duques de Feria o castillo de Zafra es un edificio histórico situado en el municipio español de Zafra, en la provincia de Badajoz.

## Descripción

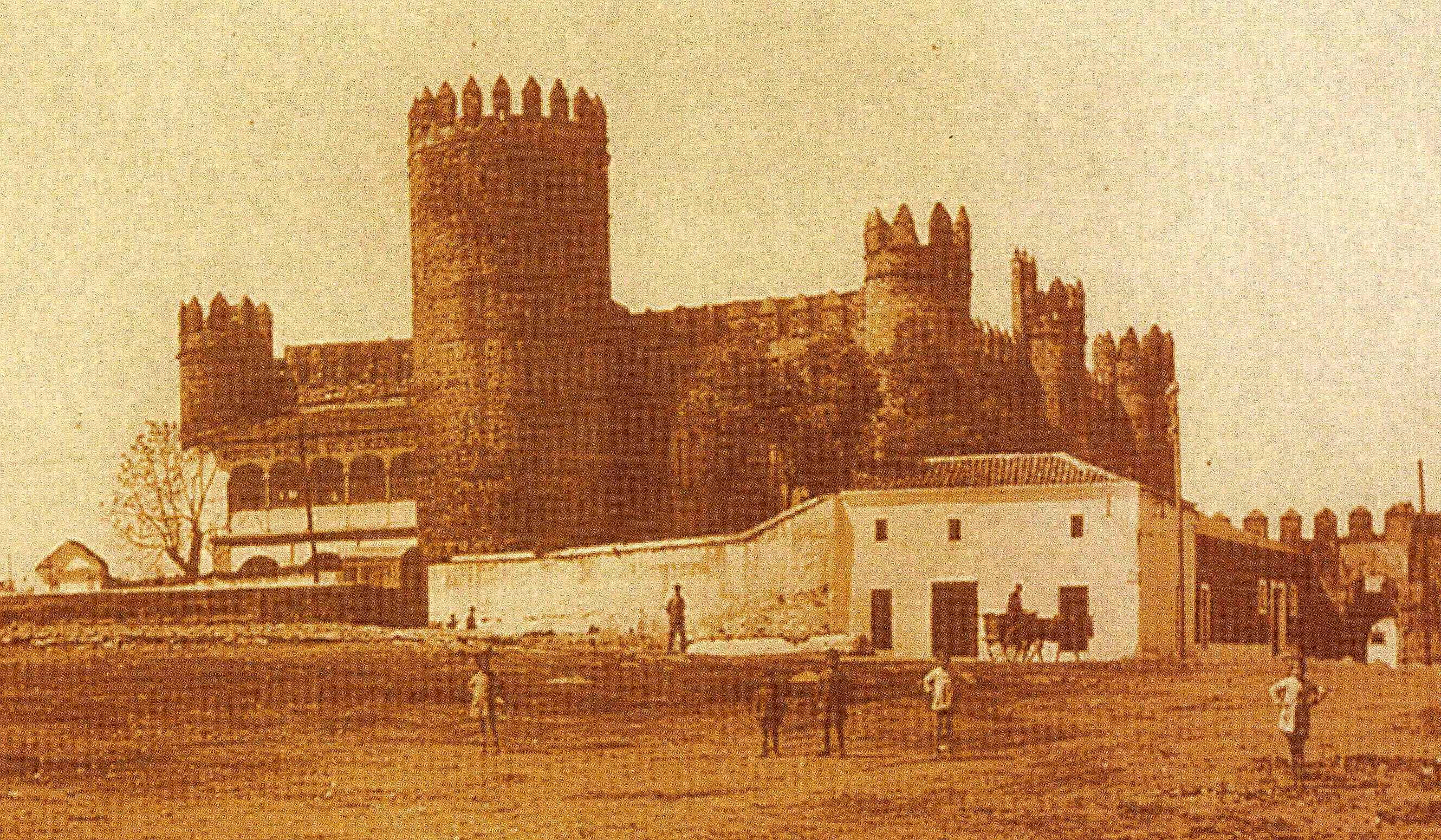
Vista del palacio en la década de 1930

Lorenzo II Suárez de Figueroa, II Señor y I conde de Feria fue quien en 1437 mandó construir el alcázar que hoy en día es el palacio de los duques de Feria y Parador de Turismo "Duques de Feria". La idea del entonces II Señor de Feria, fue tanto disponer de una nueva residencia acorde a su rango como completar las defensas urbanas de la villa de Zafra en su punto defensivo más débil. Fue construido en un tiempo récord (solo seis años) y, curiosamente, la autorización real de Juan II de Castilla para su erección no llegó hasta 1441, fecha en que las obras estaban ya bastante avanzadas.

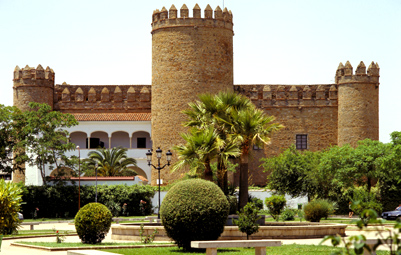
Fachada oriental.

El edificio más que como un baluarte, a pesar de su aspecto al gusto de los palacios de la época, se planifica como una residencia señorial. De trazas góticas, la decoración responde al gusto mudéjar y extramuros muestra su aspecto fiero y más solemne. La entrada al alcázar se sitúa intramuros y ante ella se extendía la plaza de armas, hoy una bonita plaza de Zafra. El recinto tuvo una barbacana o antemuro de la misma altura que la muralla de Zafra, a la que sustituía en esa zona, hoy desaparecida. Entre los elementos de la fábrica destaca la fabulosa torre del homenaje, símbolo del poder del primer conde de Feria.
El alcázar ha llegado hasta nosotros conservando en gran parte su disposición medieval inicial, a pesar de haber sufrido alteraciones importantes durante la época ducal. Así del patio central sólo se conservan los muros pero no la arquería y crujías que fueron sustituidas por el delicioso patio actual cuando los Feria llegaron a la categoría ducal (siglo XVI). El II conde de Feria lo sometió durante su mandato a una serie de reformas entre las que sobresale la construcción de la "sala dorada" y quizás la reforma de la capilla, a la que añade el impresionante artesonado mudéjar, que cubre el ábside, coetáneo del de la sala dorada. La gran reforma se produce cuando los Feria alcanza el rango ducal y la grandeza de España; el alcázar se convierte en palacio. Los cambios, iniciados durante el mandato del II Duque (1571-1609) serán profundos aunque se tuvo especial intención de mantener los viejos signos externos para dejar clara la antigüedad del linaje. En una primera fase se añaden dos alas de nueva construcción adosadas a ambos lados de la puerta principal y dos galerías o corredores a uno y otro lado de la torre sureste, se reestructuran algunas dependencias interiores y se construye el patio interior de mármol blanco (cuyas trazas fueran erróneamente atribuidas a Juan de Herrera). En una segunda fase, iniciada en 1605 y que dura cuatro años, se edifica una galería para unir el palacio a la cercana iglesia de Santa Marina y se reedifica ésta.

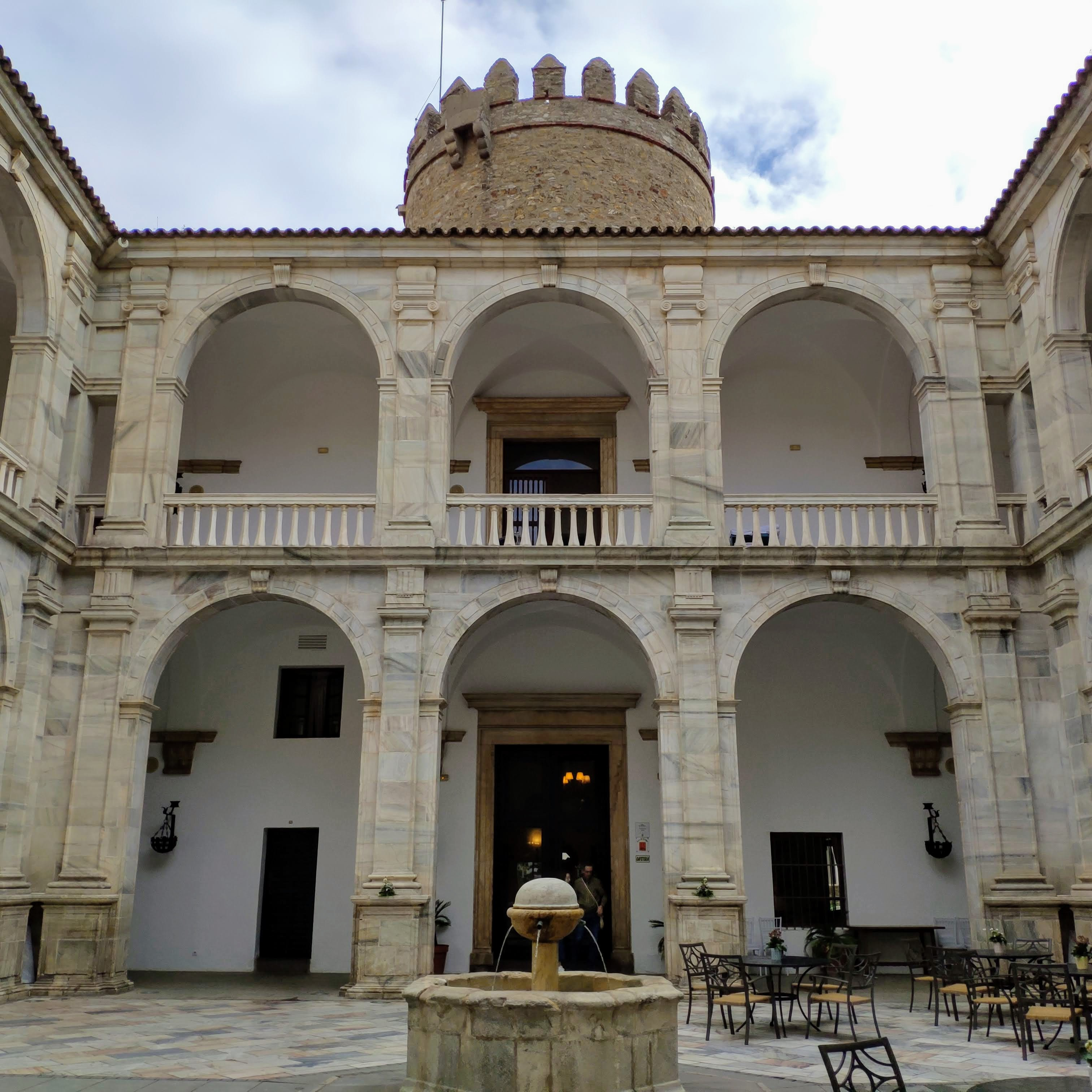
Patio, de estilo renacentista.

Desaparecidos los Suárez de Figueroa, el palacio sufre una larga decadencia siendo dedicado a distintas funciones (cuartel, prisión, hospital, sede de algunos servicios oficiales, colegio, instituto de bachillerato, escuela de arte y oficios), hasta que en 1965 comienzan las obras para transformarlo en Parador de Turismo. Este hecho marcó el resurgir del edificio y a ello tenemos que agradecer que haya llegado hasta nuestros días con todo su esplendor. Y así, ahora, podemos contemplar el alcázar-palacio de la Casa de Feria convertido en Parador de Turismo "Duques de Feria" (hasta hace unos años llamado Hernán Cortés), parador que además de acoger a quienes nos visitan, contribuye al presente de la ciudad prestando sus dependencias para toda clase de actividades culturales
El 3 de junio de 1931, durante la Segunda República, fue declarado monumento histórico-artístico perteneciente al tesoro nacional, mediante un decreto publicado el día siguiente en la Gaceta de Madrid, con la rúbrica del presidente del Gobierno provisional, Niceto Alcalá-Zamora, y del ministro de Instrucción Pública y Bellas Artes, Marcelino Domingo. En la actualidad cuenta con el estatus de bien de interés cultural.